# Woodruff and the Schnibble of Azimuth
Woodruff and the Schnibble of Azimuth, Alternativtitel The Bizarre Adventures of Woodruff and the Schnibble, ist ein von der französischen Firma Coktel Vision entwickeltes Point-and-Click-Adventure aus dem Jahr 1995.

## Handlung

### Vorgeschichte
Nachdem es auf der Erde zu einem verheerenden Atomkrieg gekommen war, zogen sich die meisten Überlebenden wegen der radioaktiven Verseuchung tief in das Erdinnere zurück. Während sie dort über mehrere Jahrhunderte lebten, entwickelte sich auf der Erdoberfläche eine Rasse von Mutanten, die Buzuks. Diese humanoiden Wesen, erkennbar an ihren gestreiften Schwänzen, langen Nasen und spitzen Ohren, lebten in weitgehendem Einklang mit ihrer Umwelt und waren ein ausgesprochen friedfertiges Volk, das das Böse in ein magisches Gefäß, den Schprotznog, eingeschlossen hatte. Geführt wurde das Volk von einem Sultan und dessen siebenköpfigem Rat der Weisen.
Als die Menschen an die Erdoberfläche zurückkehrten, entdeckten sie die Buzuks, griffen sie an und besiegten sie. Auf dem Hügel, zu dessen Füßen die Buzuks gelebt hatten, errichteten sie die Stadt Vlurxtrznbnaxl. Sultan und Weise wurden entmachtet, stattdessen entstand eine Republik mit einem Präsidenten an der Spitze, an dessen Seite der Obersack als Berater fungierte. Die Buzuks wurden dazu verdammt, niedere Arbeiten zu verrichten, oder sogar versklavt. Im Laufe der Zeit entwickelte sich der Staat zu einem autokratischen System mit einer überbordenden Bürokratie und einer Finanzverwaltung, die außer der Atemluft so ziemlich alles besteuerte.

### Das Spiel
Das Spiel setzt ein mit dem Überfall auf einen menschlichen Wissenschaftler, Professor Azimuth, in dessen Haus. Bevor er entführt wird gelingt es ihm, seinem kleinen Sohn Woodruff ein kopfhörerähnliches Gerät überzustülpen und ihn in einer Kiste zu verstecken. Durch diesen Apparat wächst er in kürzester Zeit zu einem jungen Mann heran, der sich dann aufmacht, nach den Entführern seines Vaters zu suchen, sowie nach demjenigen, der während des Überfalls Woodruffs Teddy zerstörte. Das einzige Wort, das er zu diesem Zeitpunkt im Kopf hat, ist Schnibble.
Der Spieler muss nun diesen Woodruff steuern. Erste Aufgabe ist es, jemanden zu finden, der ihm Lesen beibringt. Er beginnt in den untersten Bereichen der Stadt, in denen die einfachen Bevölkerungsschichten zu Hause sind und wo sich auch die Vergnügungsviertel befinden. Sukzessive erschließen sich Woodruff weitere Teile der Stadt, bis er schließlich auf der obersten Ebene bei der High Society ankommt. Er muss auf dem Weg dorthin den sieben Weisen, die teilweise unmotiviert, teilweise desorientiert oder auch schlichtweg verschwunden sind, ihre verlorengegangenen sogenannten Macht-Silben wiederbesorgen, damit sie in ihre alte Funktion zurückkehren können. Nebeneffekt ist, dass Woodruff selbst die Silben verwenden kann, um sich mit Hilfe eines Formeleditors bestimmte Spezialkräfte anzueignen. So kann er beispielsweise übermenschliche Kräfte entwickeln, die Tricks eines Hütchenspielers entlarven oder in die Vergangenheit reisen. Bei einem Trip zur längst verlorenen Entscheidungsschlacht kann er einem Buzuk-Krieger das Leben retten. Der kann dadurch später einen Nachkommen zeugen, von denen einer schließlich, in der Gegenwart, Woodruff die Fähigkeit zur Levitation beibringt.
Im Turm eines Gefängnisses trifft er schließlich auf seinen Vater, der mit der Situation gar nicht so unglücklich ist, kann er doch dort in Ruhe seine Forschungen fortführen. Woodruff erfährt, dass er in Wahrheit der Adoptivsohn von Azimuth ist. Seine tatsächlichen Eltern waren ein gemischtes Buzuk-Menschen-Paar, das aus der Stadt vertrieben wurde, weil Mischehen nicht geduldet waren.
Woodruff kommt auch in Kontakt zur Moderatorin einer Fernsehshow, in die er sich prompt verliebt. Er findet heraus, dass diese die Geliebte des Obersacks ist. Um dieses Verhältnis ist es allerdings nicht zum Besten bestellt, da sich der Obersack im Laufe der Zeit sehr zum Negativen verändert hat. Ursache dafür war, wie sich herausstellt, dass dieser den ursprünglichen Schprotznog in die Hände bekam und ihn öffnete. Das Böse ergriff daraufhin Besitz vom Obersack und konnte so wieder sein Unwesen treiben.
Die Weisen stellen für Woodruff einen neuen Schprotznog her. Es gelingt Woodruff schließlich, das Böse wieder in diesen einzuschließen. Der Obersack wird ausgeschaltet, der Präsident entpuppt sich als von ihm gesteuerter Roboter, und Woodruff wird zum neuen Herrscher. Er gelobt, künftig für ein gerechtes und gedeihliches Miteinander von Menschen und Buzuks zu sorgen.

## Spielprinzip und Technik
Das Spiel umfasst etwa vierzig Lokalitäten, die besucht werden können. Die Steuerung per Maus ist simpel: Dinge, mit denen interagiert werden kann, werden per Mausklick aktiviert und können anschließend mit anderen Gegenständen oder mit Personen angewendet werden. Von wiederkehrender Bedeutung sind insbesondere das "Tobozon", mit dem mit verschiedenen Stellen kommuniziert werden kann und das in etwa einem neuzeitlichen Smartphone entspricht, die "Meteozon"-Uhr als lokale Wettervorhersage sowie das "Transportozon", mit dem einmal besuchte Lokalitäten direkt ansteuerbar sind. Auffällig ist das ständige Auftreten von Silben, sei es als Grundlage der Reaktivierung der Weisen und für die Entwicklung eigener Spezialfähigkeiten, sei es, anstelle von Zahlen, als Tastatureingabe, etwa beim Tobozon oder als Sicherheitscode für Türen.

## Produktionsnotizen
Das Spiel wurde für Windows 3.x entwickelt, auf neueren Windows-Versionen und anderen Systemen ist es mit ScummVM spielbar. In Nordamerika erschien es unter dem Namen The Bizarre Adventures of Woodruff and the Schnibble. 2001 erfolgte in Deutschland eine Neuauflage, kombiniert mit Freddy Pharkas: Frontier Pharmacist, einem anderen Adventure-Spiel.
Der namensgebende Schnibble ist ein MacGuffin: er bringt die Sache zum Laufen, gerät aber schnell in den Hintergrund und spielt für die Lösung des Spiels auch keine Rolle. Ob es sich um einen Gegenstand oder ein mystisches Konzept handelt bleibt ungelöst, es bekommt ihn auch niemand zu Gesicht. Eine Sekte, welche den Schnibble anbetet, erweist sich als vom Obersack installierte Gruppe, deren Zweck es ist, potentielle Widerständler zu beschäftigen, damit sie sich nicht gegen das herrschende System wenden. Ähnlichkeiten in der Darstellung zu Hare Krishna sind unverkennbar.

## Rezeption
Woodruff and the Schnibble of Azimuth erhielt überwiegend positive Bewertungen. Allerdings wurde die Auswahl der deutschen Sprecher mehrfach als nicht sonderlich gelungen gewertet. Das Spiel stammt von den gleichen Leuten, die zuvor auch die Gobliiins-Reihe entwickelt hatten, insofern ähneln sich Spielführung, die als schräg empfundene Graphik und der außergewöhnliche Humor. Dies wurde von den Rezensenten immer wieder positiv hervorgehoben. Gleichwohl blieben die Verkaufszahlen deutlich hinter den Erwartungen zurück.
- PC Games: "Wer sich nach einem technisch hervorragendem Adventure sehnt und andererseits auf knifflige Rätsel und Spieltiefe nicht verzichten will, ist bei diesem Spiel genau richtig aufgehoben."
- Power Play: "Doch das Warten hat sich im Großen und Ganzen gelohnt."[1]
- PC Joker: "Weil zudem die Steuerung betont simpel gehalten wurde, ist die Jagd nach dem Schnibble auch und gerade für jüngere Abenteurer gut geeignet. Und Lachen ist ja soooo gesund!"
- PC Player: "...der Durchschnittsspieler wird die relativ logischen Aufgaben dankbar zur Kenntnis nehmen. Die einfache Bedienung verstärkt den positiven Eindruck." "Dem Charme-Bonus sei Dank ein überwiegend erquickliches Programm aus der Coktel-Küche"
- Play Time: "...ziemlich einmalige Mixtur aus Adventure und Denkspiel"